# Воскресеновка (Пензенский район)
Воскресе́новка — село в Пензенском районе Пензенской области Российской Федерации. Административный центр Воскресеновского сельсовета.

## География
Село расположено в верхнем течении ручьев Шиловка и Юловка, в 8 км от районного центра — города Пензы.

## История
Первое поселение на территории современного села было основано в 1686 году братьями Лебедевыми. В 1700 году поместье перешло во владение Гаврилы Яковлевича Тухачевского, бывшего воеводой в Пензе в 1697—1699 годах. Новый владелец переименовал село в Воскресенское, в честь престола в церкви Воскресения Христова. В 1717 году село было уничтожено кубанцами, его жители угнаны в рабство, однако уже в 1749 году в возрождённом селе насчитывалось 69 дворов.
В 1930 году в селе был организован колхоз, в 1960 году вошедший в совхоз «Терновский». После реорганизации совхоза в 1965 году село вошло в состав овоще-молочного совхоза «Пензенский».

## Достопримечательности
В селе находится филиал пензенского музея русского историка Василия Осиповича Ключевского, расположенный в школе, носящей его имя, и установлен его бюст.
В селе находятся руины кирпичного храма (время постройки 1830—1842 годы).

## Население
| 1749  | 1785 | 1864 | 1877  | 1897  | 1911  | 1926  |
| ----- | ---- | ---- | ----- | ----- | ----- | ----- |
| 550   | ↗650 | ↘597 | ↗759  | ↗819  | ↗1019 | ↗1306 |
| 1930  | 1939 | 1959 | 1979  | 1989  | 1998  | 2002  |
| ↗1440 | ↘973 | ↗992 | ↗1006 | ↗1746 | ↘1739 | ↗1893 |
| 2010  |      |      |       |       |       |       |
| ↗1963 |      |      |       |       |       |       |

## Известные уроженцы
- Гвоздев, Порфирий Петрович (1840—1902) — русский педагог.
- Ключевский, Василий Осипович (1841—1911) — русский историк.